# Berke Özer
Berke Özer (Konak, 25 maggio 2000) è un calciatore turco, portiere del Lilla e della nazionale turca.

## Carriera

### Club
Cresciuto nel settore giovanile dell'Altınordu, debutta in prima squadra il 19 aprile 2017 in occasione dell'incontro di TFF 1. Lig vinto 2-0 contro il Boluspor.
Nel 2018 viene acquistato dal Fenerbahçe dove tuttavia gioca solamente un incontro di coppa nazionale.
L'anno seguente passa in prestito al Westerlo; il 26 giugno 2020 il prestito viene prolungato per un'altra stagione.

### Nazionale
Ha giocato nelle nazionali giovanili turche Under-15, Under-16, Under-17, Under-18, Under-19 ed Under-21.
Il 7 giugno 2025 esordisce in nazionale maggiore nell'amichevole vinta 1-2 in casa degli Stati Uniti.

## Statistiche
Statistiche aggiornate al 3 gennaio 2022.

### Presenze e reti nei club
| Stagione          | Squadra           | Campionato        | Campionato | Campionato | Coppe nazionali | Coppe nazionali | Coppe nazionali | Coppe continentali | Coppe continentali | Coppe continentali | Altre coppe | Altre coppe | Altre coppe | Totale | Totale | Totale |
| Stagione          | Squadra           | Comp              | Pres       | Reti       | Comp            | Pres            | Reti            | Comp               | Pres               | Reti               | Comp        | Pres        | Reti        | Pres   | Reti   |        |
| ----------------- | ----------------- | ----------------- | ---------- | ---------- | --------------- | --------------- | --------------- | ------------------ | ------------------ | ------------------ | ----------- | ----------- | ----------- | ------ | ------ | ------ |
| 2016-2017         | Altınordu         | 1L                | 2          | -1         | CT              | 0               | 0               |                    | -                  | -                  |             | -           | -           | 2      | -1     |        |
| 2017-2018         | Altınordu         | 1L                | 5          | -11        | CT              | 1               | -1              |                    | -                  | -                  |             | -           | -           | 6      | -12    |        |
| Totale Altınordu  | Totale Altınordu  | Totale Altınordu  | 6          | -12        |                 | 1               | -1              |                    | -                  | -                  |             | -           | -           | 7      | -13    |        |
| 2018-2019         | Fenerbahçe        | SL                | 0          | 0          | CT              | 1               | 0               |                    | -                  | -                  |             | -           | -           | 1      | 0      |        |
| 2019-2020         | Westerlo          | D2                | 22         | -23        | CB              | 0               | 0               |                    | -                  | -                  |             | -           | -           | 22     | -23    |        |
| 2020-2021         | Westerlo          | D2                | 23         | -25        | CB              | 1               | -1              |                    | -                  | -                  |             | -           | -           | 24     | -26    |        |
| Totale Westerlo   | Totale Westerlo   | Totale Westerlo   | 45         | -48        |                 | 1               | -1              |                    | -                  | -                  |             | -           | -           | 46     | -49    |        |
| 2021-2022         | Fenerbahçe        | SL                | 6          | -6         | CT              | 0               | 0               | UEL                | 3                  | -2                 |             | -           | -           | 9      | -8     |        |
| Totale Fenerbahçe | Totale Fenerbahçe | Totale Fenerbahçe | 10         | -12        |                 | 1               | 0               |                    | 3                  | -2                 |             | -           | -           | 14     | -14    |        |
| Totale carriera   | Totale carriera   | Totale carriera   | 62         | -72        |                 | 3               | -2              |                    | 3                  | -2                 |             | -           | -           | 68     | -75    |        |

### Cronologia presenze e reti in nazionale
| Cronologia completa delle presenze e delle reti in nazionale ― Turchia | Cronologia completa delle presenze e delle reti in nazionale ― Turchia | Cronologia completa delle presenze e delle reti in nazionale ― Turchia | Cronologia completa delle presenze e delle reti in nazionale ― Turchia | Cronologia completa delle presenze e delle reti in nazionale ― Turchia | Cronologia completa delle presenze e delle reti in nazionale ― Turchia | Cronologia completa delle presenze e delle reti in nazionale ― Turchia | Cronologia completa delle presenze e delle reti in nazionale ― Turchia |
| Data                                                                   | Città                                                                  | In casa                                                                | Risultato                                                              | Ospiti                                                                 | Competizione                                                           | Reti                                                                   | Note                                                                   |
| ---------------------------------------------------------------------- | ---------------------------------------------------------------------- | ---------------------------------------------------------------------- | ---------------------------------------------------------------------- | ---------------------------------------------------------------------- | ---------------------------------------------------------------------- | ---------------------------------------------------------------------- | ---------------------------------------------------------------------- |
| 7-6-2025                                                               | East Hartford                                                          | Stati Uniti                                                            | 1 – 2                                                                  | Turchia                                                                | Amichevole                                                             | -1                                                                     |                                                                        |
| 10-6-2025                                                              | Chapel Hill                                                            | Messico                                                                | 1 – 0                                                                  | Turchia                                                                | Amichevole                                                             | -1                                                                     |                                                                        |
| Totale                                                                 |                                                                        | Presenze                                                               | 2                                                                      |                                                                        | Reti                                                                   | -2                                                                     |                                                                        |